# Mivacúrio
Mivacúrio é um fármaco bloqueador neuromuscular de curta duração. É um composto da isoquinolina e possui o menor tempo de ação entre todos os relaxantes musculares não despolarizantes.